# Sindure
Sindure – gaun wikas samiti w zachodniej części Nepalu w strefie Gandaki w dystrykcie Lamjung. Według nepalskiego spisu powszechnego z 2001 roku liczył on 379 gospodarstw domowych i 1852 mieszkańców (1026 kobiet i 826 mężczyzn).